# Assos-Lecheo
Assos-Lecheo (in greco Άσσος-Λέχαιο?) è un ex comune della Grecia nella periferia del Peloponneso di 9.850 abitanti secondo i dati del censimento 2001.
È stato soppresso a seguito della riforma amministrativa detta Programma Callicrate in vigore dal gennaio 2011 ed è ora compreso nel comune di Corinto.